# Béatrice de Berg
 (mai 2023).
Si vous disposez d'ouvrages ou d'articles de référence ou si vous connaissez des sites web de qualité traitant du thème abordé ici, merci de compléter l'article en donnant les références utiles à sa vérifiabilité et en les liant à la section « Notes et références ».
Béatrice de Berg (1368 à Burg an der Wupper - 16 mai 1395 à Neustadt an der Weinstraße) est électrice consort palatine de 1385 à 1390.

## Biographie
Béatrice est la fille de Guillaume II de Berg, comte puis duc de Berg, et de son épouse Anne du Palatinat (de), elle-même fille de Robert II du Palatinat et de Béatrice de Sicile . Elle épouse le 23 mai 1385 Robert Ier du Palatinat, électeur palatin de 75 ans, frère de son arrière-grand-père. Ils résident tous deux à Heidelberg, dont l’université a été fondée par l’électeur, et à Neustadt an der Weinstrasse, où il meurt en 1390. Béatrix de Berg ne survit que 5 ans à son mari et mourut en 1395 également à Neustadt. Le mariage n’a pas produit de progéniture. Le Palatinat est légué à Robert II, le neveu de son mari décédé.